# 蓋州市
蓋州市（がいしゅう-し）は中華人民共和国遼寧省営口市に位置する県級市。

## 歴史
戦国時代、燕国は遼河流域を開拓して、今の蓋州を含む遼東郡を設置した。秦が統一後も依然として遼東郡に属す。漢・魏・晋の時代は、平郭県（現在の鮁魚圏区熊岳城）を設けて、遼東郡を管轄した。五胡十六国時代、前燕・前秦・後燕と国が代わり、平州に属する。407年、北燕の建国後に高句麗に占領され建安県が設置され、建安城（現在の青石嶺の高麗城）が築城された。
唐代の668年（総章元年）建安城に建安州都督府を設置、遼代には辰州がとされた。金代になると辰州は蓋州と改称され、元代には蓋州路が設置された。明代になると1371年（洪武4年）に州から衛への改制が実施され、蓋州衛が設置され、金州衛・復州衛・海州衛とともに山東按察司遼海東寧道に属した。そして、翌年新しく市街地を建設（現在の市政府の付近）した。清朝が成立すると1664年（康熙3年）に蓋州衛が廃止となり蓋平県(taifin i elbeku hiyan)が設置され、奉天府の管轄とされた。
1912年に中華民国が成立すると蓋平県は奉天省の管轄となり、それは満洲国時代まで沿襲された。1945年、満州国が崩壊すると蓋平県人民政府が設置され、遼南行政公署の管轄となる。1946年冬から1947年春にかけて、蓋州は中国国民党により占領されたが、1947年6月には人民解放軍が蓋州を奪回している。1948年10月に遼東省に移管され、後に営口市の市轄県となり、1965年に蓋県に改称、1992年に県級市の蓋州市となった。

## 行政区画
8街道弁事処、16鎮、3郷を管轄する。
- 街道弁事所：鼓楼街道、西城街道、東城街道、太陽昇街道、団山街道、西海街道、九壟地街道、帰州街道
- 鎮：高屯鎮、沙崗鎮、九寨鎮、万福鎮、臥竜泉鎮、青石嶺鎮、暖泉鎮、榜式堡鎮、団甸鎮、双台鎮、楊運鎮、徐屯鎮、什字街鎮、砿洞溝鎮、陳屯鎮、梁屯鎮
- 郷：小石棚郷、果園郷、二台郷

2004年1月8日に蓋州市の熊岳鎮・芦屯鎮・紅旗満族鎮を営口市鮁魚圏区へ編入。

## 交通

### 鉄道
- 中国国家鉄路集団
  - 哈大旅客専用線
    - 蓋州西駅

  - 瀋大線
    - 蓋州駅

### 道路
- 高速道路
  -  瀋海高速道路
  -  荘蓋高速道路（中国語版）
- 国道
  -  G202国道
  -  G228国道
  -  G305国道（中国語版）

## 著名人
- 耿仲明